# Rajae Rochdy
Pour les articles homonymes, voir Rochdy.
Rajae Rochdy-Abbas (née le 8 août 1983) est une joueuse de badminton marocaine, qui évolue actuellement à l'Athletic Club de Boulogne-Billancourt.

## Carrière
En 2006, elle se classe deuxième, en double mixte, aux Championnats d'Afrique de badminton à Alger. En 2007, elle est atteinte d'une grave maladie et manque de terminer sa carrière. 
En 2011, elle remporte le double dame (avec l'Égyptienne Hadia Hosny), et le mixte (avec le Croate Luka Zdenjak) au tournoi Ethiopia International, et participe aux qualifications pour les Jeux olympiques de 2012,, mais ne parvient pas à se qualifier. En 2012, elle est classée 106e mondiale, le meilleur classement de sa carrière.En décembre 2012, elle se classe troisième africaine.